# Carl Anton Larsen

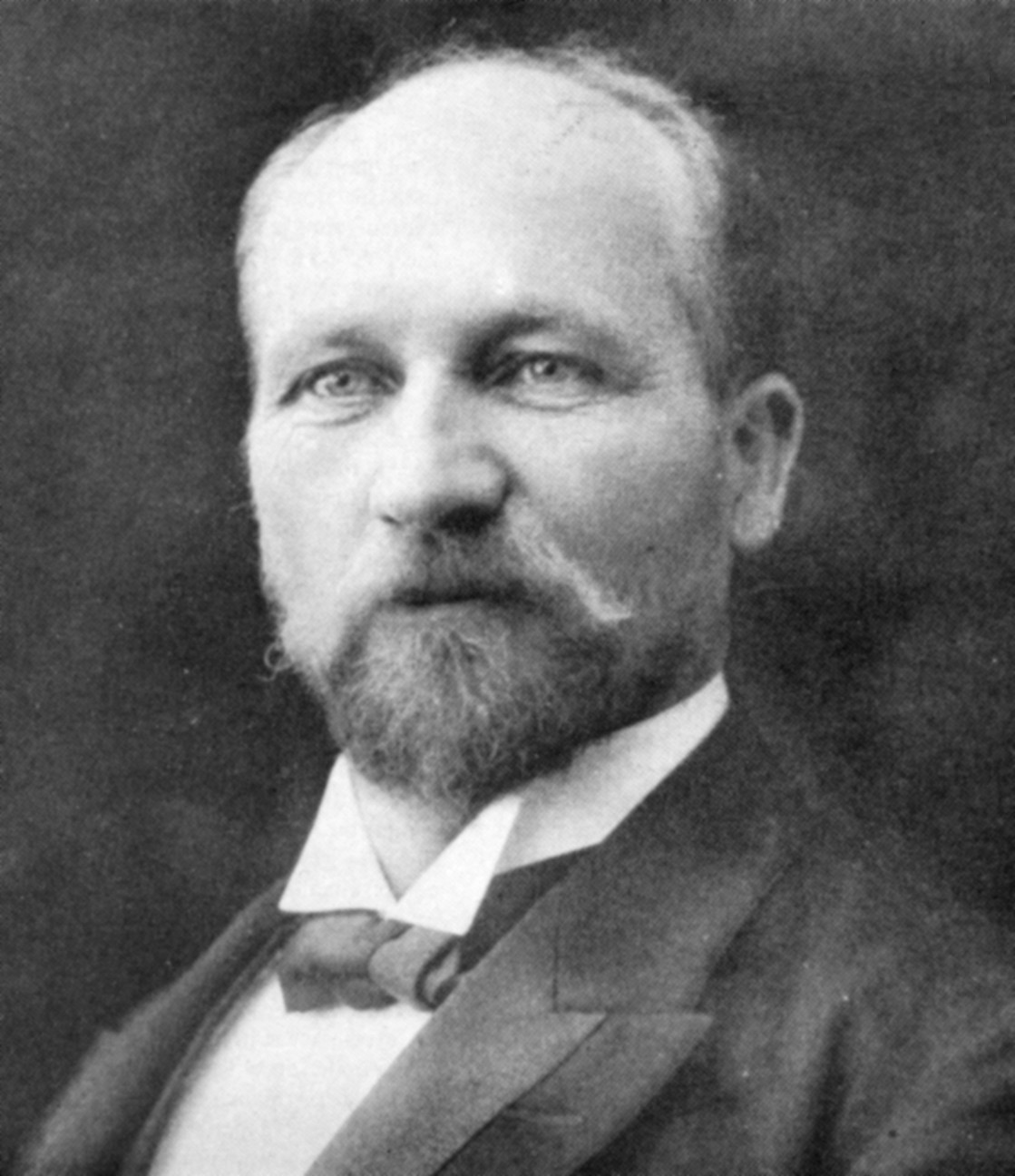
Carl Anton Larsen.

Carl Anton Larsen, i litteraturen ofta känd enbart som C.A. Larsen, född 7 augusti 1860 i Østre Halsen, Larviks kommun, död 8 december 1924 i Rosshavet, Antarktis, var en norsk sjökapten och valfångare, betydelsefull i utforskningen av Antarktis, och i utvecklingen av valfångsten till en industriell verksamhet. 

## Bakgrund och tidiga erfarenheter
Larsen var som de flesta norska valfångstmän från Vestfold fylke i södra Norge. Larsen slutade skolan vid 14 års ålder för att följa med fadern till sjöss. När han var 20 fick han kaptensexamen. Han blev tidigt uppmärksammad som en duglig ung sjökapten och fångstman, och fick befälet över fångstskutan Jason för flera expeditioner till Södra Ishavet åren 1892 – 1894. Larsens shelfis i Weddellhavet är uppkallad efter honom. Han seglade med Jason längs den iskanten till 68°10' S 1893. Vid Seymourön hittade han detta år kontinentens först upptäckta fossil, en bit förstenat trä . Redan vid dessa första expeditioner insåg Larsen möjligheterna till valfångst vid Antarktis. Han förvånades över mängden blåval och knölval i farvattnen han besökte. 
Den svenska forskningsresanden Otto Nordenskjöld valde Larsen som kapten på båten "Antarctic" för den Första svenska Antarktisexpeditionen (1901 - 1903). Avsikten var att Larsen skulle fortsätta att utforska Wedellhavet med Antarctic medan resten av expeditionen utforskade på land. Antarctic krossades dock av isen, och 1903 övervintrade expeditionen på Paulet Island under bistra förhållanden innan de blev räddade av ett argentinskt krigsfartyg.

## Den antarktiska valfångstens grundare

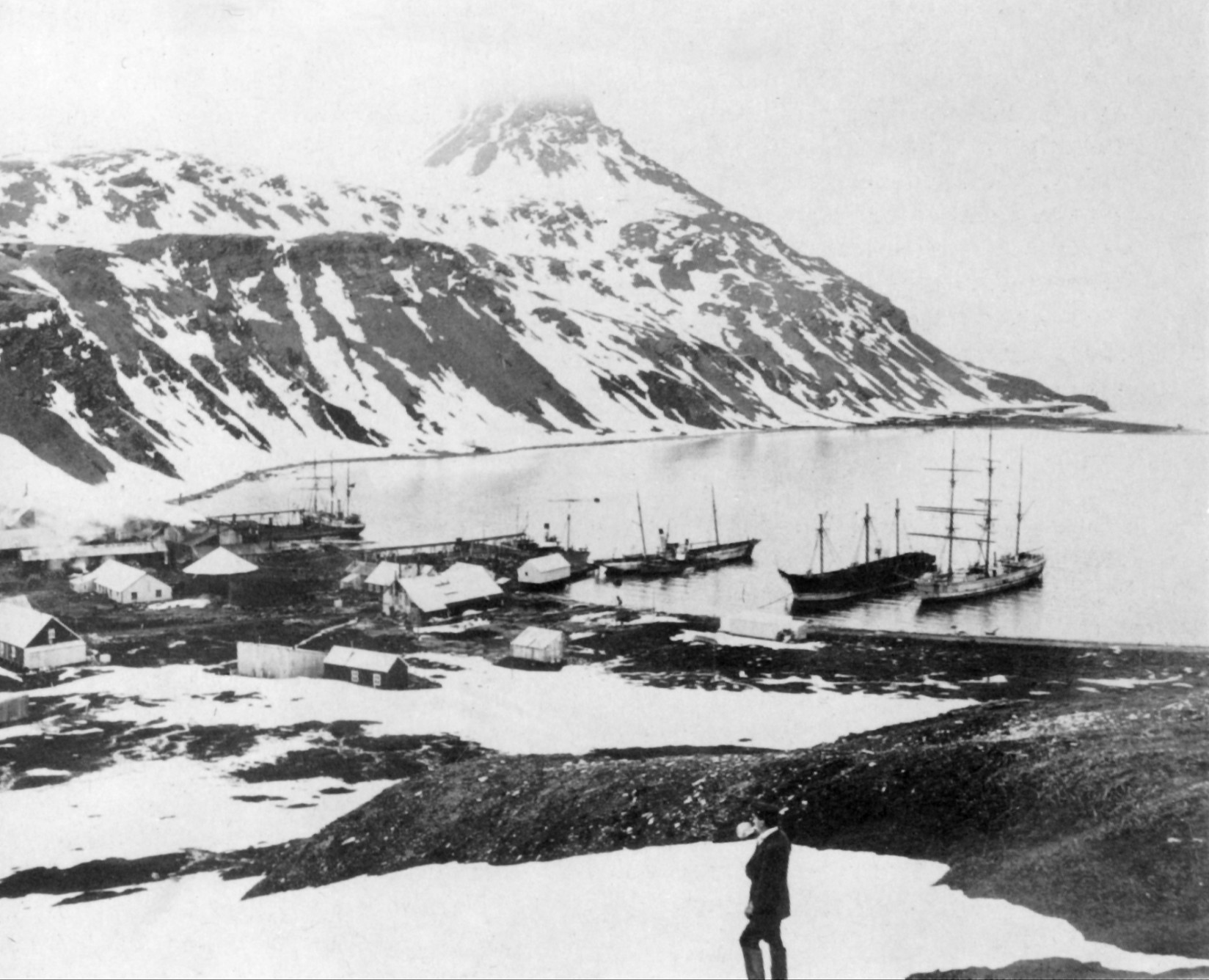
Den av Larsen grundade valfångststationen i Grytviken 1904.

Vid återkomsten från Nordenskiöld-expeditionen sökte Larsen kapital för att utveckla sina idéer om valfångst i Södra Ishavet. Hans fångstexpeditioner med Jason hade varit lyckade upptäcktsresor, men hade gått back som fångstexpeditioner, och Larsen hade därför svårt att få kapital i Norge. Han bildade med hjälp av flera sponsorer 1904 ett företag i Argentina, Compañia Argentina de Pesca, som lät bygga en valfångststation på Sydgeorgien, på en plats som av JG Andersson i första svenska Antarktisexpeditionen gett namnet Grytviken några år tidigare, i bukten som nu heter King Edward Cove. 
I och med Larsens grundande av Grytvikens fångststation, som från början blev en stor ekonomisk succé, öppnades för ytterligare exploatering av valfångsten i Södra Ishavet – och i slutänden en ekologiskt kollaps för flera valarter. Många landstationer för valfångst byggdes de följande åren, både på Sydgeorgien och på Sydshetlandsöarna, och tiotusentals valar slaktades.

## Diplomatiska strider
Larsen ansökte om och beviljades brittiskt medborgarskap 1910. Orsakerna är oklara, men det spelade åtminstone in att Larsen ville stå väl med brittiska myndigheter i de under åren allt mer komplicerade och infekterade frågorna om koncessionsrätter för den lönsamma valfångsten, i det av Storbritannien behärskade området. Larsen hade från början grundat Grytvikens fångststation utan att fråga om lov från britterna. Han betraktade Sydgeorgien som ingenmansland. 1905 kom den brittiske upptäcktsresanden Ernest Shackleton till Sydgeorgien, och blev mycket upprörd när han upptäckte en argentinsk fångststation på den ö han själv hade leasat av brittiska myndigheter, för sin expeditions räkning. Shackleton protesterade skriftligt till Larsen och skickade kopia till den brittiske guvernören på Falklandsöarna, och förvecklingarna därefter tog lång tid att reda ut.

## Fångst till sjöss
Efter tio år återvände Larsen som en rik man till Norge. Men han skulle ge ytterligare ett bidrag till valfångsten. Fasta landstationer hade svåra brister: De låg för långt från fångstfälten, men de var nödvändiga för att utvinna den värdefulla valoljan. Larsens tidigare expeditioner hade givit honom kunskaper om vad han trodde var rika fångstfält ända inne vid Antarktis kant, i Rosshavet. Men där gick det inte att anlägga landstationer. Vid en del fångsstationer skedde styckning och oljeutvinningen av valar på vid landstationerna stationerade och förankrade fartyg, ofta kallade “flytande kokerier”. Larsen tog den idén och kombinerade den med fångst i fritt vatten: Ett flytande kokeri och flera fångstbåtar skulle operera i Rosshavet, utan landstation, ute i öppna sjön. Larsen uppfann därmed den moderna pelagiska valfångsten, det som blev det sista stora utvecklingssprånget för valfångsten, och som i slutänden blev så effektivt att det ledde till masslakt och överutnyttjande.
Larsen utrustade fartyget Sir James Clark Ross som dåtidens största flytande kokeri, och därtill fem fångstbåtar. Säsongen 1923-1924 tog han in dem genom packisen till Rosshavet, vilket i sig var en märklig prestation. Fartygen var inte byggda som expeditionsfartyg för isgång. Det ekonomiska resultatet av denna första säsong beskrevs av en australisk journalist som var med så här: "We had caught 228, most of them blues, the biggest over 100 feet long. These yielded 17,000 barrels of oil; we had hoped for at least 40,000, with luck 60,000", så denna första pelagiska expedition var en begränsad ekonomisk succé. Året därpå återvände den numera sjuklige Larsen till Rosshavet med samma expedition och där dog han 8 december, ombord på Sir James Clark Ross mitt inne i Rosshavet. Det årets fångst blev nästan dubbelt så stor som det första året, och Larsens idé om pelagisk valfångst kom efter hans död därmed snabbt att få många efterföljare.